# Congrès universel d'espéranto de 1935
Pour un article plus général, voir Congrès universel d'espéranto.
Le congrès universel d’espéranto de 1935 est le 27e congrès universel d’espéranto, organisé en août 1935, à Rome dans le royaume d'Italie.
Ce congrès, aussi connu sous le nom de migranta kongreso (« congrès itinérant »), est le seul congrès durant lequel les congressistes ont voyagé à bord d’une croisière, à travers tout le royaume d'Italie. Il s’agit également du premier congrès à être organisé sur le territoire italien.